# Bouchon muqueux

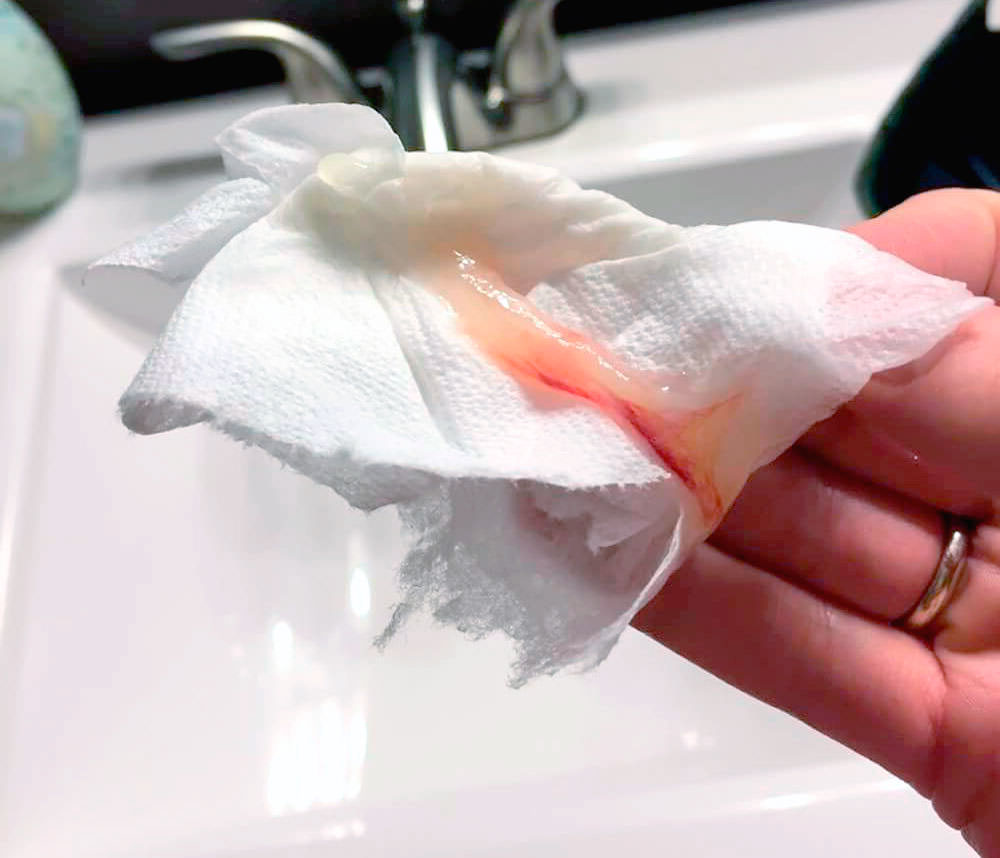
Bouchon muqueux extrait de l'endocol

Le bouchon muqueux est l'accumulation de sécrétions glaireuses dans l'endocol (canal du col utérin) pendant la grossesse.
La perte du bouchon muqueux est l'un des premiers signes de déclenchement spontané d'un accouchement, sans pour autant signifier l'imminence de celui-ci.

## Description
Le bouchon muqueux est amas de glaires épaisses, transparentes, gluantes, verdâtres ou marron clair, parfois couvert de stries sanglantes si le col de l'utérus est fragilisé. Il a pour fonction de fermer le col de l'utérus pendant la grossesse afin de protéger le fœtus des infections. À l'approche de l'accouchement, le col se modifie et commence à s'ouvrir, ce qui entraîne la perte du bouchon muqueux.